# Bitwa pod Stoss
Bitwa pod Stoss – starcie zbrojne, które miało miejsce dnia 17 czerwca 1405 r. w trakcie wojny Appenzellu.

## Przyczyny
Po przegranej bitwie pod Vögelinsegg w roku 1403 i wycofaniu się z koalicji antyszwajcarskiej miast szwabskich, opat Kuno von Stoffeln zwrócił się o pomoc do księcia Leopolda IV Austriackiego. Leopold IV wysłał wówczas swojego młodszego brata Fryderyka IV przeciwko rebeliantom z Appenzellu. Fryderyk zebrał z rejonów Górnej Austrii silną armię rycerską, składającą się głównie ze szwabskiej szlachty i kontyngentów habsburskich. Największe wsparcie przyszło ze strony miast Schaffhausen i Konstancji.
W połowie czerwca roku 1405 wojska Appenzellu wyprzedziły działania Fryderyka, przechodząc do ofensywy w dolinie Renu i oblegając miasteczko Altstätten. W tej sytuacji Fryderyk podzielił swoje siły, zamierzając wziąć siły Appenzellu w kleszcze. Armia dowodzona przez wójta Johanna von Lupfen ruszyła w kierunku miasta St. Gallen, pustosząc okolice. Dnia 17 czerwca w wyniku potyczki pod Rotmoten, armia książęca poniosła znaczne straty i musiała wycofać się z rejonu Sankt Gallen. Druga grupa wojsk zajęła ostatecznie bez walki Altstätten, z którego wycofały się uprzednio siły obrońców. 17 czerwca armia Fryderyka w sile 4 000 ludzi (kontyngenty rycerskie z Winterthuru, Konstancji i Feldkirch) podjęła dalszy marsz na Appenzell.

## Bitwa
Podobnie jak to miało miejsce podczas bitwy pod Vögelinsegg Szwajcarzy starannie przygotowali linie obronne, zagradzając przeciwnikowi drogę do Appenzellu. Około 400 górników z Appenzellu zaskoczyło straż przednią przeciwnika (1200 ludzi) tuż przy granicy. Szwajcarzy zrzucali na maszerujących wielkie odłamki skał i rzucili się na niego z halabardami kopiując taktykę zastosowaną podczas bitwy pod Morgarten. Kroczący w szyku habsburscy łucznicy w trudnych warunkach pogodowych nie byli w stanie użyć swojej broni (mokre cięciwy nie dawały się naciągać). Po krótkiej walce armia habsburska rzuciła się do ucieczki wąskim przejściem, wielu z jej żołnierzy ginęło od ciosów szwajcarskiej halabardy. Po stronie Habsburgów zginęło 330 ludzi w tym dowodzący siłami z Winterthuru Laurenz von Sal. Szwajcarzy utracili 20 ludzi. W ręce zwycięzców wpadło 170 pancernych zbroi rycerskich oraz chorągwie kontyngentów z Winterthuru, Feldkirch i Schlandersbergu.

## Skutki
Po zwycięstwie siły Appenzellu kontynuowały kampanię w okolicach Renu. Trzy miesiące później zdobyły Feldkirch oraz po krótkim oblężeniu Schattenburg. Miasteczko Altstätten podobnie jak i inne gminy zostały włączone do związku miast szwajcarskich.
Kolejnymi celami stały się Sargans, obszary Walensee i Thurgau, które doszczętnie złupiono. W rece Szwajcarów wpadły 64 zamki (30 z nich zniszczono). Oblężono i zdobyto Wil, gdzie do niewoli dostał się opat Kuno von Stoffeln. Opata odwieziono do klasztoru Sankt Gallen, gdzie zrzekł się on wszelkich praw w stosunku do mieszkańców Appenzellu.

## Legenda
Drugie zwycięstwo Szwajcarów nad Habsburgami w trakcie wojny Appenzellu wspominane jest do dziś. Bitwa wiąże się z legendą o bohaterze z okresu wojny Appenzellu (Ueli Rotach), który w swoim domu miał samotnie bronić się przed atakiem armii austriackiej, zabijając wielu przeciwników. Nie mogąc pokonać walecznego przeciwnika, Habsburgowie podpalili w końcu dom, w którym bohatersko zginął Szwajcar.